# Association française pour un sport sans violence et pour le fair-play
L'Association française pour un sport sans violence et pour le fair-play (AFSVFP) est un comité d’éthique du sport français, hébergé au no 1 de l’avenue Pierre-de-Coubertin à Paris. Issue de la fusion de deux associations antérieures, elle a été distinguée pour son action par l’Organisation des Nations unies pour l'éducation, la science et la culture (UNESCO) en 1988.

## Historique
L'Association française pour un sport sans violence et pour le fair-play est née de la fusion de deux associations :
- le Comité français pour le fair play (CFFP) créé en 1973 par Jean Borotra[2] ;
- l'Association française pour un sport sans violence (AFSV) fondée le 1 juillet 1980 par 15 grandes fédérations sportives et dont le premier président est Fernand Sastre.

Elle est née sous l'impulsion de Nelson Paillou, de la Fédération française de handball (FFHB), et de l'Union syndicale des journalistes sportifs de France à la suite de l'accroissement de la violence dans le sport, gagnant la France après la Grande-Bretagne et les Pays-Bas.

### L'unification

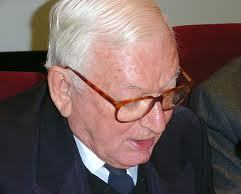
Robert Pringarbe, président fondateur de l'AFSVFP.

Le 6 janvier 1983, sous l’impulsion de Nelson Paillou président du Comité national olympique et sportif français (CNOSF) et de Robert Pringarbe secrétaire général du CFFP, les deux entités — (CFFP et AFSV) auxquelles s’est joint le CNOSF — fusionnent pour former l’AFSVFP dont Robert Pringarbe, ancien secrétaire général du CNOSF et secrétaire général de la Fédération sportive et culturelle de France (FSCF), est le premier président.

### Les présidents
Depuis sa création l'AFSVFP a connu cinq présidents :
- 1983-1994 : Robert Pringarbe ;
- 1994-2004 : André Catelin ;
- 2004-2008 : Jean-Louis Boujon ;
- 2008-2015 : Albert Bégards ;
- Depuis 2015: Jean-Pierre Mougin

## Moyens d'action
Dès sa création, l'AFSVFP entreprend immédiatement une série d'actions promotionnelles qui perdurent : journées sans violence, slogans auto-collants, prix du fair-play devenu un événement national sous l’appellation d'« Iris du sport ». Les grands quotidiens régionaux s'en font l'écho pour y célébrer leurs lauréats, relayés parfois par la presse nationale.
Des colloques régulièrement organisés ont donné lieu, depuis 1981, à une collection de 29 publications éditées, qui ont contribué à la réflexion sur le sport. Par date de sortie suivie par le thème, la date et le lieu du colloque :
- 1983 : Pour un sport sans violence, 13 mai 1981, Paris
- 1986 : Sport, violence, fair-play, 31 octobre 1985, Paris
- 1987 : Vive l'arbitrage ! Sans arbitre, pas de sport !, 11 février 1987, Paris
- 1990 : La violence et le vandalisme dans le sport, 11 mai 1989, Paris
- 1991 : Spectateurs et supporteurs devant la violence, 25 octobre 1989, Paris
- 1992 : L'esprit sportif et les jeunes, 20 juin 1991, Joinville-le-Pont
- 1993 : L'éducation à l'esprit sportif, 21 octobre 1992, Paris
- 1995 : Union pour l'esprit sportif, 16 mars 1995, Paris
- 1996 : L'A.S. CREUSET de l'esprit sportif, 4 mai 1996, Paris
- 1997 : Le public du IIIe millénaire, garant de l'esprit sportif, 27 mars 1997, Paris
- 1998 : Les médias et l'esprit sportif, 13 mai 1998, Paris
- 1999 : Éthique et dopage, 17 et 18 juin 1999, Paris
- 2000 : Champion ! A quel prix ?, 26 avril 2000, Paris
- 2001 : Esprit sportif et formations - enjeu pour la vie associative, 25 avril 2001, Paris
- 2002 : Esprit sportif et francophonie, du 3 au 6 avril 2002, Paris
- 2003 : Esprit sportif, devoirs et droits, 30 avril 2003, Paris
- 2004 : Esprit sportif et laïcité, 29 avril 2009, Paris
- 2005 : Esprit sportif et citoyenneté, 18 mai 2005, Toulouse
- 2006 : Esprit sportif, éthique de vie, 11 mai 2006, Orléans
- 2007 : Esprit sportif et santé, priorité vitale, 5 avril 2007, Paris
- 2008 : Esprit sportif et civilisation, 24 avril 2008, Poitiers
- 2009 : Esprit sportif et démocratie, 23 avril 2009, Rennes
- 2010 : Esprit sportif et discriminations, 22 avril 2010, Paris
- 2011 : Esprit sportif et République, 21 avril 2011, Paris
- 2012 : Esprit sportif et humanisme, 24 avril 2012, Paris
- 2013 : Esprit sportif et traditions, 25 avril 2013, Clermont-Ferrand
- 2014 : Esprit sportif et civisme, 6 mai 2014, Toulon
- 2015 : Esprit sportif et personnalité, 28 mai 2015, Paris
- 2016 : Le code du sportif pour l'école de la République, 24 mai 2016, Paris

À la suite du colloque de Joinville en 1992 sur L’esprit sportif et les jeunes, l’AFSVFP rédige un Code du sportif que le CNOSF choisit en 1996 pour fonder son Code général de déontologie et qui est largement repris depuis par les fédérations et les organismes de formation des cadres.
À partir de 1994, une volonté de déconcentration se manifeste par l'apparition de prix régionaux, départementaux et communaux du fair-play. Celle-ci s'amplifie à partir de 2001 par la création de structures relais à travers les comités régionaux olympiques et sportifs (CROS) et les comités départementaux olympiques et sportifs (CDOS).

## Liens
L’Association française pour un sport sans violence est en rapport avec :	
- le CNOSF qui l’héberge à la Maison du sport français ;
- le Comité international du Fair Play[12] ;
- Le Comité français Pierre de Coubertin (CFPC) avec lequel elle partage ses bureaux ;
- l’Académie nationale olympique française[13] (ANOF) ;
- la Fédération nationale des Joinvillais (FNJ)[14] ;
- la Fédération française des médaillés de la Jeunesse et des Sports[15] ;
- de nombreux CROS et CDOS.

## Reconnaissance
En 1984, l’AFSVFP obtient l’agrément du Ministère de la jeunesse et sports. Depuis les rapports ministériels font régulièrement référence à son action.
En 1988, l’UNESCO lui remet un diplôme d’honneur. 
En 1989, le CNOSF lui confère une délégation de mission permanente.
En 1998 : Prix du Civisme par le CNM "Etre Citoyen"
En 1999 : Prix Européen du Fair Play de l'E.F.P.M.
En 2005 : Trophée " Sport et Fair Play " décerné par le C.I.O.
En 2005 : Agrément " Sport " et " Jeunesse et Education Populaire "

## Publications
- [ED.88/WS/55] UNESCO (Organisation des Nations unies pour l’éducation, la science et la culture), « Distinction officielle de l’UNESCO : pour récompenser les services éminents rendus à l’éducation physique et au sport », Banque de données UNESDOC de l'Organisation des Nations unies pour l'éducation, la science et la culture, unesdoc.unesco.org,‎ 6 décembre 1988, p. 8 (lire en ligne [PDF])